# Praga LTL
Praga LTL (LT vz. 40, LT-40, чеш. lehký tank litevský) — чехословацкий проект лёгкого танка, разработанный компанией ČKD во второй половине 30-х годов по заказу Литовской Армии.

## История создания
К началу 30-х годов в Литовской Армии насчитывалось 12 приобретённых в 1923 году Рено FT, которые уже к этому времени сильно устарели. Литва планировала обновить свой танковый парк, закупить новые танки планировалось либо у Швеции, либо у Чехословакии. Было решено заказать 16 танков у Чехословацкой компании ČKD. 28 декабря 1935 года литовское министерство обороны заказала у ČKD партию в 16 танков. Согласно заказу, Литве требовался танк боевой массой 5 тонн, бронирование которого составляла бы 6-13 мм, а максимальная скорость — 50 км/ч. 4 танка предполагалось вооружить пулемётами Vickers, а 12 — 20-мм швейцарскими автоматическими пушками Örlikon. На тот момент ČKD ничего кроме танка Praga AH-IV-C предложить не могла. В течение года, пока шла разработка нового танка, литовские военные немного изменили требования к новому танку. На новые требования ČKD имела танк Praga TNH-L, в скором времени он отправился во временную литовскую столицу Каунас. Также литовской делегации были продемонстрированы танки P-II (LT vz.34) и P-II-a. Но литовцам от TNH-L пришлось отказаться, так как большинство литовских мостов не могли удерживать технику больше 5-6 тонн.
12 февраля 1937 года в Каунас отправился эскизный проект нового танка, получивший название Praga LTL. В то время Литва присматривалась к шведскому Landsverk L-120, но чехословацкий проект имел ряд преимуществ перед шведом, из-за чего литовцы выбрали чешский проект. 26 мая 1937 года Литва заказала 21 танк этого типа по цене в 570 000 крон каждый. Первый прототип планировалось построить к январю 1938 года, но из-за проблем с поставщиком вооружения строительство прототипа закончилось к 4 мая 1938 года. Законченный прототип, по сравнению с проектом, имел бо́льшую массу, чем планировалось изначально, она составляла 7,2 т, но при этом повысилась скорость — теперь она составляла 55 км/ч. Во время испытаний, проходивших в Чехословакии, был выявлен ряд дефектов, главной проблемой являлась коробка передач. Танк был окончательно завершён только к 29 августа 1938 года. Испытания в Чехословакии проходили до конца 1938 года. Затем с 26 января по 11 марта 1939 года испытания проходили в Литве.
В итоге на основе Praga LTL был разработан усовершенствованный вариант, получивший обозначение Praga LLT. Его и планировалось поставлять в Литву, поставку планировалось вести тремя партиями по 7 танков с 15 июля по 19 августа 1940 года, но в июне Литва была присоединена к СССР, вследствие чего поставка была отменена. Однако история танка на этом не была завершена, позже танк был заказан Швейцарией, модифицированная версия получила обозначение Praga LTH.

## Описание конструкции
Вооружение Praga LTL составляла 20-мм автоматическая пушка Örlikon или 37-мм пушка Škoda A 4 Beta на выбор, в качестве двигателя планировалось использовать 7-литровый двигатель Praga F-IV мощностью 125 л. с. с водяным или воздушным охлаждением. Бронирование возросло до 25 мм. Для того, чтобы облегчить танк, его корпус был уменьшен, по сравнению с Praga TNH-L он был на 40 см короче и на 10 см уже. По проекту лёгкий танк Praga LTL должен был весить 5,6 т, но на построенном прототипе она возросла до 7,2 т.